# Deinococci
Classe
Synonymes
- Deinococcia Cavalier-Smith 2020
- Hadobacteria Cavalier-Smith 2002
- Thermia Cavalier-Smith 2020

Les Deinococci sont une classe du phylum des Deinococcota. Son nom provient de Deinococcus qui est le genre type de cette classe.

## Liste d'ordres
Selon la LPSN (27 avril 2025) cette classe contient les trois ordres suivants :
- Deinococcales Rainey et al. 1997
- Thermales Rainey & da Costa 2002
- Trueperales García-López et al. 2020